# 瓦斯加·彼尔茨
瓦斯亚·皮尔茨（Vasja Pirc，1907年12月19日—1980年6月2日），南斯拉夫斯洛文尼亚国际象棋棋手、特级大师，以彼爾茨防禦而知名。
皮尔茨曾于1935年、1936年、1937年、1951年、1953年五度获得南斯拉夫国际象棋冠军。他于1950年获国际大师（IM）称号，1953年晋升为特级大师（GM）。1973年成为国际裁判（International Arbiter）。